# ランチタイムブレイクSkip×Skip×Skip
『ランチタイムブレイクSkip×Skip×Skip』（ランチタイムブレイク スキップ・スキップ・スキップ）は、2004年4月から2008年3月までエフエム山口 (FMY) で放送されていたラジオ番組である。
井村由美子がパーソナリティを務めていた平日昼の音楽番組。井村は放送開始1年前まで『Heart Beat Basket』を担当しており、本番組で再びこの時間帯を担当する形となった。井村の休暇時には、鈴木晶久もしくは新井道子が代理で出演した。
当初は月曜 - 木曜の帯で放送されていたが、金曜の同じ時間帯に編成されていた『MEN'S FOUR ビリビリFriday』が『ビリフラMAX』へのリニューアルとともに90分繰り下げになったことにより、2006年4月からは金曜にも放送されるようになった。
番組タイトルの表記には揺れがあり、エフエム山口公式サイト内でもタイトルロゴ通りの『ランチタイムブレイクSkip×Skip×Skip』表記と実際のロゴとは異なる『SKIP×SKIP×SKIP』表記が混在していた。
この番組の最終回をもって、エフエム山口は平日昼の自社製作番組の放送を一旦終了。以後はJFNC制作の『ONCE』を月曜 - 金曜の帯で放送していたが、2011年12月に『ニコニコフライデー』の放送を開始したことにより、金曜のみこの時間帯を自社製作枠へと戻している。

## 放送時間
いずれも日本標準時。
- 月曜 - 木曜 11:30 - 12:55（2004年4月 - 2006年3月）
- 月曜 - 金曜 11:30 - 12:55（2006年4月 - 2008年3月）

## コーナー
- 11:40 - Bland New[要検証 – ノート] Skip
- 11:55 - ニュース
- 12:00 - 12時台オープニングリクエスト
- 12:05
  - MOVIX周南 シネマスキップ（月曜 - 木曜）
  - フライデーうっぷんBUSTTER[要検証 – ノート]!!（金曜）
- 12時台 - アーティスト通信
- 12:30頃 - デイリー・スキップ
  - MON. マガジンチェック
  - TUE. エコノミー
- 12時台後半
  - Skip Selection
  - Weather Skip & JRインフォメーション